# Cal Morros (la Sentiu de Sió)
Cal Morros és una casa neoclàssica de la Sentiu de Sió (Noguera) inclosa a l'Inventari del Patrimoni Arquitectònic de Catalunya.

## Descripció
Casa de tres plantes, construïda a cavall del desnivell de la muralla medieval de manera que per darrere té tres plantes i pel davant (c/ Ubaga) només en té dues.
La façana posterior, en no estar arrebossada, deixa veure les característiques constructives originàries. La primera planta té dues portes simètriques als extrems i dues finestres al mig, totes d'arc de mig punt. La segona planta té quatre finestres allindades i la tercera una galeria porxada.

## Història
A partir del segle xvi, La Sentiu era centre jurisdiccional de la Baronia de La Sentiu i va pertànyer (el castell i els drets senyorials) als Meià, als Gilabert, als Lanuza i als Rabassa de Perellós, marquesos de Dosaigües.